# Ectopioglossa henseni
Ectopioglossa henseni är en stekelart som beskrevs av Gusenleitner 1990. Ectopioglossa henseni ingår i släktet Ectopioglossa och familjen Eumenidae. Inga underarter finns listade i Catalogue of Life.